# Grand Cru
Die Bezeichnung Grand Cru (franz., wörtlich „großes Gewächs“) wird in der Regel für Wein, aber auch für Käse, Schokolade und Kaffee sowie ferner für einige Biersorten verwendet.
Die verschiedenen Weinbaugebiete Frankreichs definieren Grand Cru unterschiedlich. Im Schweizer Kanton Wallis wird unter «Grand Cru» (GC) ein Wein von höherer Qualität verstanden, der die Typizität des Terroirs und die Eigenart der einheimischen und traditionellen Walliser Rebsorten hervorhebt.
In deutschen Weinbaugebieten ist die wörtliche Übersetzung Großes Gewächs Äquivalent für die höchste Klassifikationsstufe von Weinen aus Weingütern, die Mitglied des Verbands Deutscher Prädikatsweingüter (VDP) oder des Bernkasteler Ringes sind. 

## Burgund
Im Burgund bezieht sich Grand Cru auf die Lage. 1935 wurden alle Weinberge der Côte-d’Or amtlich klassifiziert. Grands Crus sind die besten Lagen. Dies bedeutet nicht automatisch, dass aus diesen grundsätzlich der beste Wein kommt – es kommt zusätzlich sehr auf die Arbeitsweise und das Engagement des jeweiligen Winzers an. Beispielsweise bringen die ca. 80 Winzerbetriebe, die sich die berühmte Grand-Cru-Lage Clos de Vougeot teilen, Weine von höchst unterschiedlicher Qualität auf die Flasche. Weitere berühmte Grand Crus sind Chambertin, Musigny, Richebourg, La Romanée, Romanée-Conti, La Tâche und Corton für Rotwein sowie Corton-Charlemagne und Montrachet für Weißwein.
Jedes Grand Cru des Burgund besitzt seine eigene Appellation (kontrollierte Herkunftsbezeichnung). Der Höchstertrag liegt für Rotweinlagen zwischen 35 und 37 hl/ha, für Weißweinlagen bei 40 hl/ha und darf jeweils um maximal 20 % überschritten werden.
An zweiter Stelle in der Hierarchie kommt die Lageklassifikation Premier Cru. Dann folgen die kommunalen Appellationen, bei denen oft der Name der berühmtesten Lage dem Namen der Gemeinde angehängt wird, beispielsweise Gevrey-Chambertin.

## Bordeaux
Im Weinbaugebiet Bordeaux ist Grand Cru oder Cru Classé die Eigenschaft eines Weingutes (Château) und nicht einer einzelnen Lage (siehe Burgund oder Elsass). Die Gründe dafür liegen in der historischen Entwicklung des Weinbaus im Bordelais: Die führenden Châteaux vor allem des Médoc wurden erst ab dem ausgehenden 17. Jahrhundert systematisch auf den besten Lagen angelegt. Seitdem haben zwar zahlreiche Parzellen den Besitzer gewechselt, an den Weinbergslagen der besten Güter hat sich substanziell aber nichts geändert. Daher werden Lage und Château stets miteinander identifiziert.
Die Mehrzahl der führenden Güter von Bordeaux hat sich in der Union des Grands Crus de Bordeaux zusammengeschlossen. Die Mitgliedschaft in diesem exklusiven Klub ist nicht an die offiziellen Klassifizierungen gebunden, aber ein ebenso aussagekräftiges Indiz für die Zugehörigkeit zur Weinbau-Elite. Die tausenden „weniger privilegierten“ Weingüter klassifizieren sich seit den 1930er Jahren als Cru Bourgeois, „Bürgerliche Gewächse“.
Siehe auch Bordeaux-Klassifizierung.

### Médoc

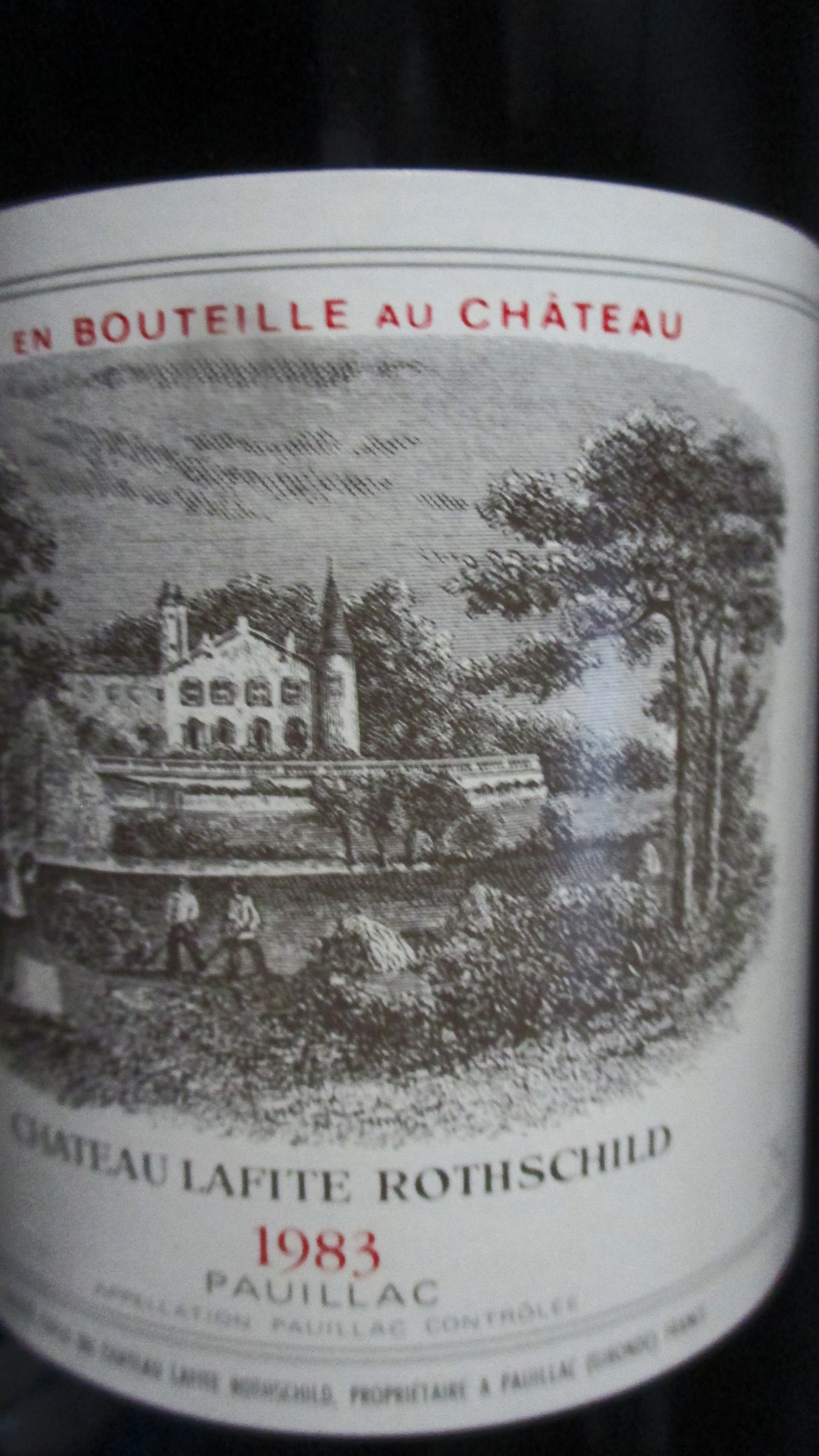
Château Lafite-Rothschild 1983

In der Weinbaugegend um Bordeaux wurden bereits zur Weltausstellung Paris 1855 die besten Güter in einer Liste als Grand Cru Classé zusammengestellt. Diese Güter wurden mit den französischen Ordnungszahlwörtern Premier, Deuxième usw. nochmals in fünf Klassen unterteilt. Diese ca. 65 Weingüter stellten damals (und auch heutzutage weitenteils) den „Adel“ des Weinbaus in Bordeaux dar, genauer: der Médoc-Halbinsel nordwestlich von Bordeaux. Als Kriterium der Unterteilung galt der durchschnittliche Verkaufspreis der Weine zu jener Epoche, betrachtet aus den Erfahrungswerten einiger Jahrzehnte.
Seit 1855 hat es nur eine einzige Änderung gegeben: Château Mouton-Rothschild wurde vom Deuxième Grand Cru, der den Zusatz „Premier des Seconds“ (Erster der Zweiten) tragen durfte, erst 1973 zum Premier Grand Cru befördert.
Diese lange, verstrichene Zeit fast ohne Korrektur der Klassifikation bedeutet indirekt, dass die alte Klassifizierung den heutigen Qualitätsgegebenheiten teilweise nicht mehr entspricht. So recht mag sie aber niemand zum Überarbeiten anfassen; diese Klassifikation gilt in Frankreich als sakrosankt. Weinliebhaber haben, je nach ihren persönlichen Vorlieben, ohnehin abseits der Grand-Cru-Ränge eigene Einschätzungen, welche Weine besonders lohnend sind. Auch sind die Jahrgangsunterschiede weit bedeutender als die Klassifikations-Unterschiede: Ein Wein von einem niederrangigen Gut aus einem exzellenten Jahr wird meist deutlich besser schmecken als der Wein eines Grand-Cru-klassifizierten Gutes in einem mäßigen Jahr. Ein krasses Beispiel für eine fehlhängende Einstufung ist das Château Lynch-Bages in Pauillac, ehedem als Fünftes Gewächs eingestuft. Seit langem jedoch arbeitet das Gut verlässlich auf Augenhöhe mit den Deuxièmes, den Zweiten Gütern. Was sich auch in den Preisen niederschlägt: unter den Fünften Gütern ist der Wein von Château Lynch-Bages mit Abstand der teuerste. Ein weiteres Beispiel ist das Château Palmer im Margaux, ein Troisième Cru, das seit Jahrzehnten unmittelbar hinter den Premier-Cru-Gütern rangiert.
Auch existieren mittlerweile etliche zunächst nicht als Grand Cru klassifizierte Güter – solche mit Cru-Bourgeois-Einstufung, die es seit langem schon anerkanntermaßen schaffen, Weine der Klasse der Grand Crus zu erzeugen. Herausragendes Beispiel ist das Château Sociando-Mallet in Saint-Seurin-de-Cadourne nördlich von Saint-Estèphe.
- Zur Klasse Premier Cru gehören: Château Lafite-Rothschild, Château Margaux, Château Latour sowie Château Haut-Brion als einziges Weingut aus der Gegend Graves. Nachträglich, am 21. Juni 1973, wurde Château Mouton-Rothschild vom Deuxieme zum Premier Cru heraufgestuft.
- Zur Klasse Deuxième Cru gehören: Château Rausan-Ségla, Château Rauzan-Gassies, Château Léoville-las-Cases, Château Léoville-Barton, Château Léoville-Poyferré, Château Durfort-Vivens, Château Gruaud-Larose, Château Lascombes, Château Brane-Cantenac, Château Pichon-Longueville-Baron, Château Pichon-Longueville-Comtesse de Lalande, Château Ducru-Beaucaillou, Château Cos d’Estournel, Château Montrose.
- Zur Klasse Troisième Cru gehören: Château Boyd-Cantenac, Château Calon-Ségur, Château Cantenac-Brown, Château Desmirail, Château Ferrière, Château Giscours, Château d’Issan, Château Kirwan, Château Lagrange, Château La Lagune, Château Langoa-Barton, Château Malescot Saint-Exupéry, Château Marquis d’Alesme-Becker, Château Palmer.
- Zur Klasse Quatrième Cru gehören: Château Beychevelle, Château Branaire-Ducru, Château Duhart-Milon-Rothschild, Château Lafon-Rochet, Château Marquis de Terme, Château Pouget, Château Prieuré-Lichine, Château Saint-Pierre, Château Talbot, Château La Tour-Carnet.
- Zur Klasse Cinquième Cru gehören: Château d’Armailhac, Château Batailley, Château Belgrave, Château Camensac, Château Cantemerle, Château Clerc-Milon-Rothschild, Château Cos Labory, Château Croizet-Bages, Château Dauzac, Château Grand-Puy-Ducasse, Château Grand-Puy-Lacoste, Château Haut-Bages-Libéral, Château Haut-Batailley, Château Lynch-Bages, Château Lynch-Moussas, Château Pédesclaux, Château Pontet-Canet, Château du Tertre.

### Saint-Émilion
Im Anbaugebiet von Saint-Émilion heißt die Qualitätspyramide:
- Saint-Émilion
- Saint-Émilion Grand Cru
- Saint-Émilion Grand Cru Classé, unterteilt in:
  - Grand Cru Classé
  - Premier Grand Cru Classé, Classe B
  - Premier Grand Cru Classé, Classe A

Alle Grands Crus, mit oder ohne den Zusatz „classé“, bilden eine eigene AOC, die jährlich neu zuerkannt wird. Da inzwischen über 60 % der Produktion auf „Grand Cru“ entfallen, besitzt dieser Zusatz hier nicht den gleichen Wert wie sonst im Bordelais. Die Klassifizierung der Weine von Saint-Émilion wird ca. alle 10 Jahre überarbeitet, wobei die Güter auch ihren Rang verlieren können. Die letzte Aktualisierung erfolgte im Jahr 2022. Allgemein gilt, dass sich die Betriebe für die Klassifizierung bewerben müssen.

### Graves
Die Klassifizierung der Graves-Weine besteht seit 1953 und wurde zuletzt 1959 aktualisiert. Hier sind die einzigen klassierten trockenen Weißweine des Bordelais zu finden. Eine Hierarchie innerhalb der klassifizierten Weine besteht nicht; eine Revision der Klassifizierung ist nicht vorgesehen. Die französische Bezeichnung der Weine ist Cru Classé des Graves.

### Pomerol
Der teuerste Bordeaux, Château Pétrus aus dem Anbaugebiet Pomerol, ist kein Grand Cru, obwohl er keinen Vergleich mit den Weinen des Médoc zu scheuen braucht. Die „Nobel-Appellation“ Pomerol verfügt über keine offizielle Klassifikation.

### Sauternes

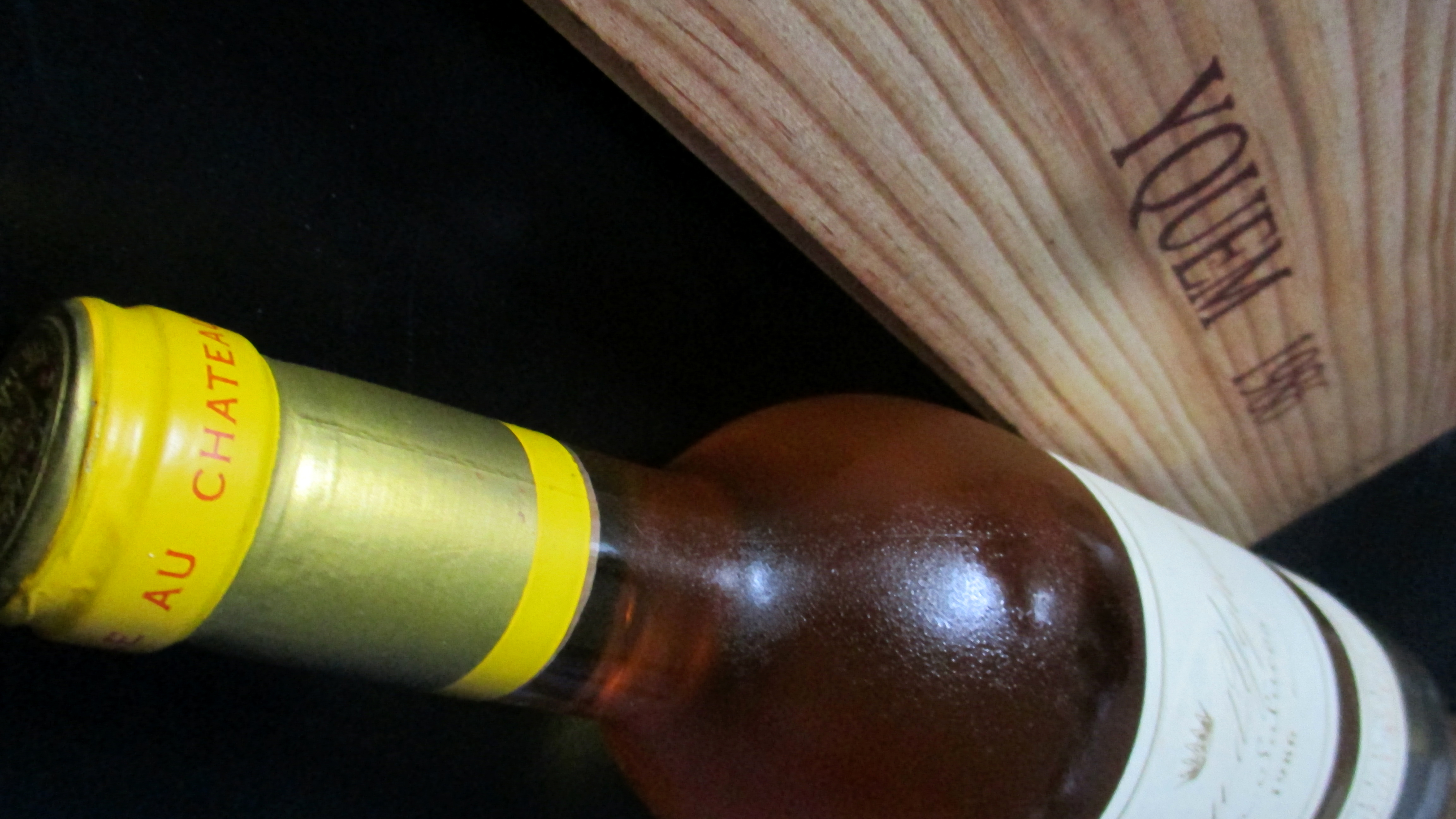
Château d’Yquem - Great vintages - (1986)

Ebenfalls 1855 erfolgte die Klassifizierung der edelsüßen Weißweine aus den Gemeinden Sauternes und Barsac.
- Zur Klasse Premier Cru Supérieur gehört nur Château d’Yquem
- Zur Klasse Premier Cru gehören: Château Clos Haut-Peyraguey, Château La Tour Blanche, Château Lafaurie-Peyraguey, Château de Rayne-Vigneau, Château Suduiraut, Château Coutet, Château Climens, Château Guiraud, Château Rieussec, Château Rabaud-Promis, Château Sigalas-Rabaud.
- Zur Klasse Deuxième Cru gehören: Château de Myrat, Château Doisy Daëne, Château Doisy-Dubroca, Château Doisy-Védrines, Château d’Arche, Château Filhot, Château Broustet, Château Nairac, Château Caillou, Château Suau, Château de Malle, Château Romer du Hayot, Château Lamothe, Château Lamothe-Guignard.

## Champagne

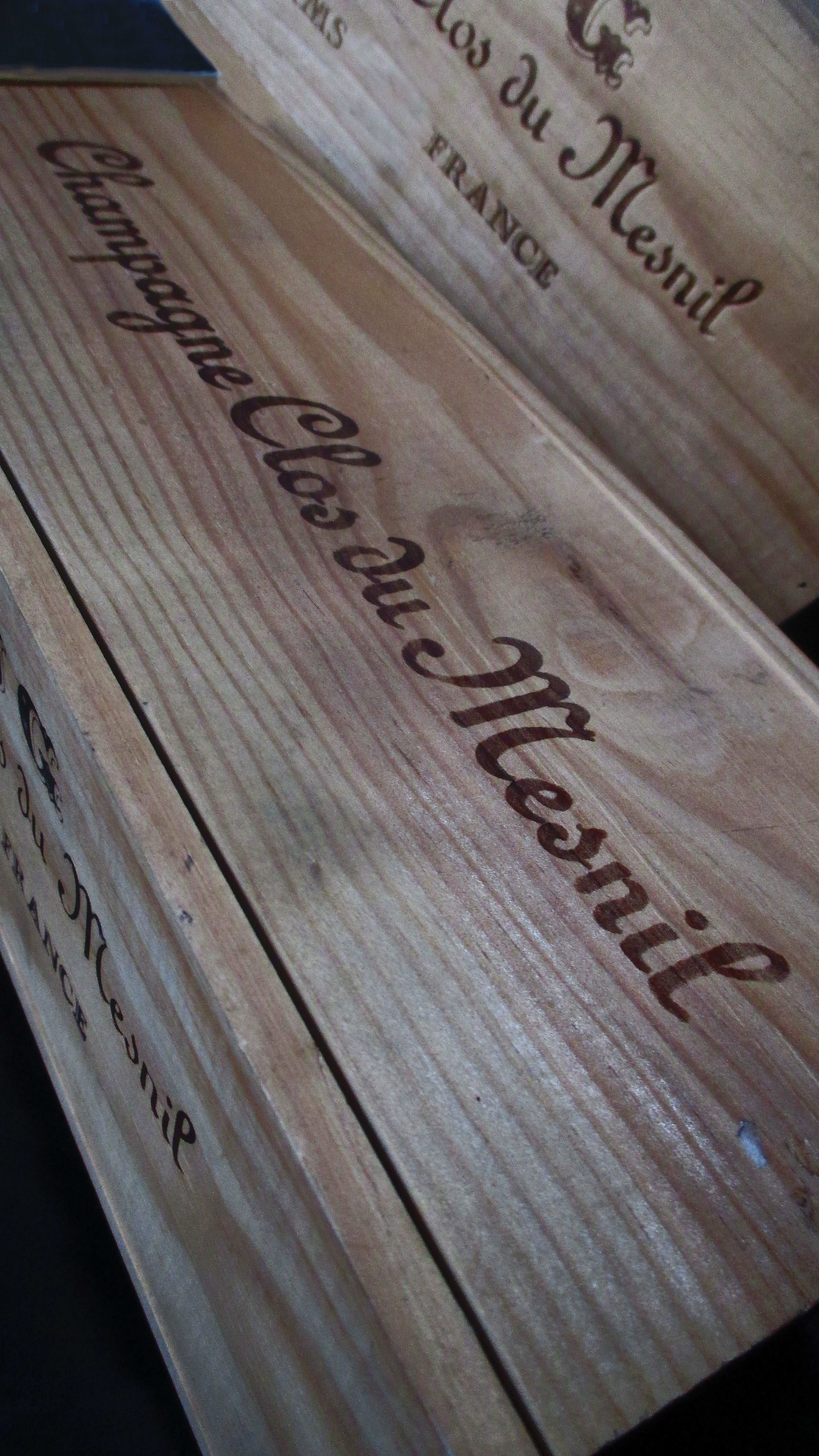
KRUG Jahrgangs-Champagner in Holzverpackung, 1982 und 1983

In der Champagne sind weder Güter noch Weinberge klassifiziert, sondern die Weinbaugemeinden. Der von den Weinbauern für ihre Champagnertrauben erzielte Preis lieferte die Basis einer von 80 % bis 100 % reichenden Skala. Die Gemeinden, deren Trauben den maximalen Preis von 100 % erzielten, dürfen die Bezeichnung Grand Cru führen. Dasselbe gilt für einen Champagner, der ausschließlich aus Trauben von Grand-Cru-Gemeinden gekeltert wurde. Da es sich jedoch meistens um Cuvées verschiedener Lagen handelt, sind Grand Crus sehr selten. Dazu kommt, dass bei Champagner der Markenname des Hauses im Vordergrund steht. Daher führen auch die Spitzencuvées der großen Champagnerhäuser, die de facto oft reine Grand Crus sind, diese Bezeichnung nicht auf ihrem Etikett.
Die berühmtesten der insgesamt 17 Grand-Cru-Orte sind Ambonnay, Avize, Aÿ, Bouzy, Cramant, Le Mesnil-sur-Oger, Oger, Verzenay und Verzy.

## Elsass
Als erste Grand-Cru-Lage der AOC Alsace Grand Cru des Elsass wurde 1975 die Lage Schlossberg festgelegt. In zwei Etappen folgten 50 andere Spitzenlagen. Jedes dieser Grand Crus besitzt eine eigene Appellation. Zugelassene Rebsorten sind Riesling, Gewürztraminer, Pinot Gris und Muscat (Muskateller und Muskat-Ottonel). Bekannteste Lagen sind der Rangen, der Kastelberg und der Schlossberg. Der Höchstertrag liegt bei 55 hl/ha.

## Schweiz

### Kanton Waadt
- Grand Cru[4]
  - Die Bezeichnung Grand Cru gilt für Weine aus dem Kanton Waadt, bei denen der Produktionsort bzw. die Erzeugergemeinde angegeben wird. Mindestens 90 % des Leseguts muss aus am Produktionsort oder in der Erzeugergemeinde geernteten Trauben stammen. Höchstens 10 % Trauben, die von einem anderen Produktionsort der gleichen Weinregion (AOC) stammen, dürfen verwendet werden.
  - Jahrgangsbezeichnung
  - Geographischer Ursprung (Gemeinde)
  - Der natürliche Zuckergehalt muss je nach Rebsorte und Produktionsregion um 5°Oe höher sein als das jährlich festgelegte Minimum.

- Premier Grand Cru / 1er Grand Cru (erst seit 2012)[5]
  - Die Benennung Premier Grand Cru bestätigt, dass die Trauben zu 100 % vom gleichen Terroir stammen. Die Rebstöcke müssen mindestens 7 Jahre alt sein. Die Ernte muss manuell erfolgen.
  - Die Weinbereitung und Abfüllung muss im Kanton Waadt durchgeführt werden. Die Anforderungen der Benennung "Grand Cru", wie die Jahrgangsbezeichnung sind weiterhin gültig.
  - Der natürliche Zuckergehalt der Rebsorten muss eine bestimmte Höhe erreichen

### Kanton Wallis
Folgenden einheimischen (autochthonen) und traditionellen Walliser Rebsorten ist die Bezeichnung «Grand Cru» (GC) vorbehalten:
- Einheimische Walliser Rebsorten:
  - Weiße Walliser Rebsorten: Amigne, Arvine, Humagne Blanc, Mennas und Resi
  - Rote Walliser Rebsorte: Landroter (Cornalin des Wallis, Cornalin du Valais)

- Traditionelle Walliser Rebsorten:
  - Weiße Walliser Rebsorten: Ermitage, Fendant, Heida, Johannisberg und Malvoisie,
  - Rote Walliser Rebsorten: Dôle, Gamay, Humagne Rouge und Syrah

Dabei sind u. a. die Ertragsgrenzen pro Flächeneinheit wie folgt festgelegt:
- Fendant 1,1 kg pro m2
- Johannisberg 1 kg pro m2
- andere weiße und rote Rebsorten 0,8 kg pro m2